# Lycée Opoku Ware
Le lycée Opoku Ware, ou Opoku Ware School souvent appelée OWASS, est un lycée réservé aux garçons à Santasi, une banlieue de Kumasi, qui est la capitale de la Région Ashanti au Ghana. Il a été créé en 1952, comme l'une des cinq écoles catholiques du Ghana cette année-là. L'école a été nommée d'après le roi Asante Opokou Waré I. Il est situé à Santasi, le long de la route Kumasi-Obuasi. 

## Alliance
L'école maintient une alliance continue avec la St. Louis Senior High School, populairement appelé AkataSlopsa .

## Anciens élèves notables
- Kwamena Ahwoi (en), ancien ministre d'État du NDC,
- Owusu Afriyie Akoto, Ministre de l'alimentation et de l'agriculture
- James Kwesi Appiah (O 123), l'actuel entraîneur-chef des Black Stars du Ghana.
- George Boakye (en), ancien chef d'état-major de l'air
- George Gyan-Baffour (en), ministre du Plan et député (Wenchi)
- Stephen Alan Brobbey (en), juriste à la retraite; ancien juge en chef de la Gambie et juge à la Cour suprême du Ghana
- Shadrack Frimpong (en), fondateur de Cocoa360
- Ohene Karikari, ancien athlète national et sprinter numéro un en Afrique pendant son temps
- Jacob Kwakye-Maafo (en), médecin, chirurgien et PDG de la West End Clinic, Kumasi
- Christian Nsiah (en), athlète olympique et professeur d'économie d'entreprise à Black Hills State Uni
- Paul Victor Obeng (en), ingénieur en mécanique, homme politique et ancien président du conseil KNUST
- Anthony Akoto Osei (en), ancien ministre des Finances et actuel député d'Old Tafo
- Ernest Owusu-Poku (en) ancien inspecteur général de la police du Ghana
- Nana Akuoko Sarpong (en), chef traditionnel de l'État d'Agogo, ancien politicien
- Jacob Osei Yeboah (en), homme politique